# NGC 5737
NGC 5737 ist eine 13,7 mag helle Balkenspiralgalaxie vom Hubble-Typ SBb im Sternbild Bärenhüter und etwa 427 Millionen Lichtjahre von der Milchstraße entfernt. 
Sie wurde am 20. April 1792 von Wilhelm Herschel mit einem 18,7-Zoll-Spiegelteleskop entdeckt, der sie dabei mit „eF, S, vlbM“ beschrieb.